# Международный совет по детской и юношеской литературе
Международный совет по детской книге (англ. International Board on Books for Young People (IBBY) — международная некоммерческая организация, занимающаяся литературой для детей и юношества.

## История
Организация основана в Цюрихе (Швейцария) в 1953 году Международным советом по детской и юношеской литературе ЮНЕСКО. Одним из основателей совета считается немецкая писательница, журналистка и общественный деятель Йелла Лепман (Jella Lepman). В 1952 году она инициировала конференцию о международном взаимопонимании через детские книги, что привело к созданию Международного совета по книгам для молодежи в Цюрихе в 1953 году. В настоящее время состоит из 85 национальных секций, действующих в разных странах мира, в том числе в России.
Политика и программы IBBY определяются его Исполнительным комитетом (состоит из представителей национальных секций 10 стран мира) и президентом IBBY, избираемым раз в два года Национальными секциями в рамках Устава IBBY. Ежедневное управление делами IBBY осуществляется из его Секретариата в Базеле, Швейцария. Ежегодные взносы Национальных секций являются единственным источником регулярного дохода IBBY. Для поддержки деятельности IBBY необходимы независимое финансирование, государственные и частные пожертвования. Национальные секции организованы по-разному и действуют на национальном, региональном и международном уровнях. В странах, в которых нет национальной секции, возможно индивидуальное членство в IBBY.
Международные конгрессы  IBBY проходят один раз в два года в странах мира, где действуют национальные секции IBBY. Страна – победитель, которая избирается   организатором  международного форума, определяется путём голосования членов международного исполкома IBBY  на основании заявок, поданных  национальными секциями, за 5 лет до проведения Конгресса.
На Конгрессах собираются специалисты всех направлений и рангов, работающие в сфере литературы и книжной культуры для детей и юношества. Начиная с 1953 года 36 международных конгрессов, объединивших  тысячи специалистов со всего мира, прошли в таких странах, как Индия, Китай, Норвегия, США, Швеция, ЮАР, трижды в Испании, трижды в Германии, дважды в Италии, Мексике, Новой Зеландии и во многих других странах. В 2014 году Конгресс IBBY в Мексике собрал более 1300 участников и гостей из 67 стран мира.
В марте 2015 года на ежегодной Международной книжной выставке - ярмарке в Болонье состоялось очередное заседание Исполкома IBBY, на котором Россия впервые была избрана местом проведения 37-го Международного конгресса IBBY в 2020 году. 4 апреля 2020 года на заседании Международного исполкома IBBY, проходившем в онлайн формате, в связи с затронувшим все страны мира распространением коронавирусной инфекции было принято решение о переносе Конгресса на год вперёд, и были определены новые даты : 10-12 сентября 2021 года.
С 1956 года IBBY присуждает один раз в два года авторам, а с 1966 года и иллюстраторам произведений для детей и юношества премию имени Ханса Кристиана Андерсена. Традиционно, лауреатов Золотой медали Х.К. Андерсена объявляют на пресс-конференции IBBY в дни Болонской ярмарки детской книги, а вручают медали на торжественной церемонии на очередном IBBY Конгрессе. Лауреатов определяет международное жюри из числа номинантов, представленных на конкурс национальными секциями IBBY. Лауреатами Премии Ханса Кристиана Андерсена дважды становились художники-иллюстраторы из нашей страны: в 1976 году – Татьяна Маврина, в 2018 году – Игорь Олейников..
Ежегодно одна из национальных секций IBBY является организатором этого праздника.
Покровитель Премии Х. К. Андерсена - Её Величество королева Дании Маргрете II, а награды спонсируются компанией Nami Island Inc.
По инициативе IBBY ежегодно 2 апреля во всём мире, в день рождения датского сказочника Ханса Криистиана Андерсена празднуется Международный день детской книги. Каждый год одна из стран, где есть национальная секция IBBY на конкурсной основе получает право стать организатором (спонсором) проведения Дня детской книги. Страна-спонсор определяет тему праздника, приглашает известного художника-иллюстратора, который создает Плакат, и популярного автора, который пишет Послание к детям мира. Материалы, созданные на основе Плаката и Послания (буклеты, закладки, открытки и т. п.) используются в дальнейшем для продвижения детских книг и чтения во всём мире.
Международный совет по детской книге публикует также Почётный список IBBY, в который один раз в два года, по предложению национальный секций, попадают книги в категории литературы, перевода и графического оформления.
Международная литературная премия имени Януша Корчака
Учреждена польской секцией совета в 1979 году и последний раз была вручена в 2000 году. Вручалась один раз в два года писателю детских книг или книг о детях, финансировалась министерством культуры Польши.
В числе её лауреатов: Линдгрен, Астрид и Ржиха, Богумил (1979), Энде, Михаэль (1981), Орлев, Ури (1990), Валь, Матс (1994), Гордер, Юстейн (1996), Тор, Анника (2000).

## IBBY в России
В 1968 году по инициативе Сергея Михалкова и Агнии Барто организации, а именно Дом детской книги, редакция «Детской литературы», секция художников – иллюстраторов Союза художников СССР и Госкомитет Совета Министров СССР по делам издательств, полиграфии и книжной торговли, объединили усилия и образовали национальную секцию детской и юношеской литературы в Международном совете по детской книге. Президентом национальной секции был утверждён Сергей Михалков, вице-президентами – Агния Барто и директор Дома детской книги Нина Пильник. Национальная секция СССР стала 23-й по счёту секцией, вошедшей в IBBY.
Из истории деятельности отечественной национальной секции IBBY:
- На Всемирном IBBY Конгрессе в Болонье в 1970 году впервые участвовала советская делегация, и Сергей Михалков выступил с докладом «Детская литература и познание мира».
- В 1971 году состоялась московская встреча писателей СССР и ГДР на тему «Детская литература и гражданское воспитание».
- В 1972 году Сергей Михалков избирается на четыре года в Международный исполком IBBY. В этом же году 21 эксперт советской детской литературы (А. Барто, В. Горяев, И. Мотяшов, И. Чернявская, Л. Токмаков и др.) привозят тысячу советских книг для открытия выставки в Международной юношеской библиотеке в Мюнхене (МЮБ) (Internationale Jugendbibliothek). По инициативе директора МЮБ Вальтера Шерфа в период пребывания советской делегации национальной секции IBBY проходят пресс-конференция, интервью, выступления по баварскому радио и телевидению, встречи с писателями, переводчиками, издателями.
- В 1972 -1976 годы Агния Барто работала экспертом и представляла СССР в Международном жюри по присуждению Золотой медали Х. К. Андерсена за заслуги в детской литературе.
- В 1973 году в Москве впервые по инициативе Ирины Токмаковой проходит заседание Международного исполнительного комитета IBBY. 22 марта 1973 года – более 60 литераторов из 34 стран мира приняли участие в международной встрече на тему: «Писатели мира и воспитание подрастающего поколения».[8]
- В 1974 году по инициативе Агнии Барто Исполком IBBY принял решение: страны, где детские книги создаются на различных национальных языках, получили право рекомендовать в Почётный список IBBY (IBBY Honour List) более одной книги. Это было важно для СССР, где произведения для детей издавались на 65-ти языках. Таким образом, только в 1974 году Почётный список IBBY пополнился сразу четырьмя книгами писателей и художников Молдавии, Грузии, Украины и Эстонии (в то время являющимися республиками СССР).
- В 70 – 80 годы прошлого столетия в редакционном совете международного журнала «Bookbird» (печатный орган IBBY, издаётся с 1957 года) работают Агния Барто и Сергей Алексеев. С начала 70-х в журнале «Bookbird» начинает регулярно появляться информация о событиях, происходящих в советской детской литературе, публикуются списки лучших книг, статьи о проблемах литературы, о детском чтении, о творчестве советских писателей и художников.
- В 1982 году Сергею Михалкову был вручён Диплом Почётного члена IBBY за его выдающийся вклад в деятельность Международного совета по детской книге.[9]

В начале 90-х правопреемником Советской национальной секции в IBBY стала Российская секция. В 1996 году деятели детской литературы во главе с Сергеем Михалковым учредили Совет по детской книге России (IBBY Russia) как некоммерческую общественную организацию. С 1996 по 2015 год национальная секция России в IBBY (Совет по детской книге России) действовала под эгидой Российского Фонда Культуры в рамках программы «Деятели литературы, книжной культуры России и мира – Детям» (президент Сергей Михалков, с 2009 года по 2020 год – художник Виктор Чижиков). В 1998 году по инициативе Леены Майссен, исполнительного директора IBBY (Leena Maissen), при непосредственном участии Сергея Михалкова создано отделение Совета по детской книге России в Санкт-Петербурге.
- Президент IBBY, писатель Уолли Де Донкер в Российской государственной детской библиотеке. Слева направо: Денис Безносов, Лиз Пейдж, Анжела Лебедева, Татьяна Луконина, Уолли Де Донкер
- Президент IBBY (2014 – 2018 гг), писатель Уолли Де Донкер в Российской государственной детской библиотеке
- Вице-президент IBBY Анастасия Архипова, президент IBBY Чжан Минчжоу, директор РГДБ Мария Веденяпина и исполнительный директор ассоциации "Растим читателя" Анжела Лебедева в РГДБ
- Семья Минн (Южная Корея) – владельцы Nami Island (Остров Нами), спонсоры Международной премии «Золотая медаль Х.К. Андерсена». Минн Вун Ки (Minn Woong Kih) и Ли Кё Ён (Lee Kye Young) и президент Международного конкурса иллюстраций Nami Concours Минн Кён Ву (Minn Kyeoung Woo).
- Президент IBBY (с 2018 года) Чжан Минчжоу на специальном мероприятии в Российской государственной детской библиотеке, посвященном 37-му Конгрессу Международного совета по детской книге (IBBY)

С марта 2018 года в рамках Соглашения между IBBY, Советом по детской книге России и Ассоциацией деятелей культуры, искусства и просвещения по приобщению детей к чтению «Растим читателя» деятельность IBBY России осуществляется и патронируется Ассоциацией «Растим читателя». Президент Ассоциации «Растим читателя» – директор Российской государственной детской библиотеки Мария Веденяпина.

## Конгресс IBBY в Москве
10-12 сентября 2021 года впервые в России проходил Всемирный конгресс Международного совета по детской книге (IBBY).  Оргкомитет 37-го IBBY Конгресса возглавляла Заместитель Председателя Правительства РФ Татьяна Голикова. Программный комитет возглавила директор РГДБ Мария Веденяпина.
Главные организаторы Конгресса – Российская государственная детская библиотека, Ассоциация деятелей культуры, искусства и просвещения по приобщению детей к чтению «Растим читателя», Национальная российская секция IBBY.
Конгресс прошел при поддержке Министерства цифрового развития, связи и массовых коммуникаций РФ и Министерства культуры РФ.
- Торжественная церемония открытия 37-го Всемирного Конгресса IBBY
- Торжественная церемония открытия 37-го Всемирного Конгресса Международного Совета по детской книге (IBBY) в Государственном музее А.С. Пушкина
- Торжественная церемония открытия / На экране президент IBBY Чжан Минчжоу
- Президент International Published Association (ОАЭ) Бодур Аль Касими. 37-й Всемирный конгресс Международного совета по детской книге (IBBY), Москва.
- Михаил Швыдкой и Сергей Степашин. Торжественная церемония открытия 37-го Всемирного Конгресса Международного Совета по детской книге (IBBY)
- Барт Муйарт – бельгийский писатель, лауреат премии памяти Астрид Линдгрен

События Конгресса проходили на площадках Государственного музея А.С. Пушкина, Российской государственной детской библиотеки и в Доме Пашкова (Российская государственная библиотека).
Для проведения Конгресса IBBY был выбран гибридный формат: онлайн и офлайн. Для удаленных участников, число которых превысило 800 человек, была разработана специальная онлайн-платформа IBBY, на которой на английском и русском языках транслировались все заседания и церемонии насыщенной программы Конгресса. Трансляция пленарных заседаний велась на пяти языках: русском, английском, испанском, арабском и китайском.
- Торжественная церемония открытия 37-го Всемирного Конгресса IBBY
- Советник Президента РФ по вопросам культуры Владимир Толстой.
- Директор РГДБ Мария Веденяпина во время открытия Всемирного конгресса Международного совета по детской книге (IBBY)
- Писательница Анастасия Орлова
- Заместитель директора РГДБ Илья Гавришин и президент Русского благотворительного фонда Александра Солженицына Наталия Солженицына
- Участники и организаторы Конгресса IBBY - 2021 в Государственном музее А.С. Пушкина.

Торжественное открытие Конгресса IBBY состоялась 10 сентября 2021 года в Государственном музее А. С. Пушкина (ул. Пречистенка). На церемонии открытия выступили: Михаил Швыдкой, Владимир Толстой, Сергей Степашин, Наталия Солженицына, Анастасия Орлова и др.
Среди ключевых докладчиков Конгресса – российский филолог и фольклорист Валентин Головин, общественный деятель Наталия Солженицына, английский писатель Дэвид Алмонд, бразильский иллюстратор, писатель и драматург Роже Мелло, бельгийский писатель, поэт, лауреат премии Астрид Линдгрен Барт Муайарт, аргентинский писатель Мемпо Джардинелли и др. Почетным гостем Конгресса стала Президент Международной ассоциации издателей (IPA) Бодур Аль Касими.
На Конгрессе работали восемь тематических секций, прозвучало более 200 докладов. Наибольшее количество выступлений было зафиксировано в секции «Проектная деятельность по продвижению чтения среди детей и подростков», на которой выступило 47 докладчиков.
В рамках 37-го Конгресса IBBY прошли церемонии награждения лауреатов премий за лучшие проекты по приобщению детей к чтению ASAHI и iREAD, а также презентация книг Почётного списка IBBY-2019.
Премии IBBY-ASAHI был удостоен аргентинский проект Casa Cuna Cuenteros. Его создала группа волонтёров из Буэнос-Айреса, которые читают книги детям в больницах и учат их сочинять и рассказывать свои истории.
- Участники и организаторы Конгресса IBBY - 2021
- Бодур Аль Касими, Владимир Григорьев, Анжела Лебедева (исполнительный директор ассоциации "Растим читателя").
- Участники 37-й Всемирный конгресс Международного совета по детской книге (IBBY) на обзорной экскурсии по Москве.
- Участники 37-го Всемирного конгресса Международного совета по детской книге (IBBY) в Российской государственной детской библиотеке.
- Участники и организаторы Конгресса IBBY - 2021 в Государственном музее А.С. Пушкина.
- Анжела Лебедева и Лиз Пейдж на награждении лауреатов Золотой медали Х.К. Андерсена-2020 в Доме Пашкова.

Состоялось вручение дипломов лауреатам Почётного списка IBBY. Среди победителей 2020 года – российские писательницы Нина Дашевская и Ольга Васильева, иллюстратор Ольга Монина и переводчик Ольга Дробот.
11 сентября 2021 года в Доме Пашкова прошла торжественная церемония награждения лауреатов Золотой медали Х. К. Андерсена. На Конгрессе наградили лауреатов 2020 года: писательницу Жаклин Вудсон из США и художницу Альбертину из Швейцарии.
Также впервые прошло награждение лауреатов Премии IBBY - iRead, учрежденной в 2020 году при поддержке Шэньчжэньского фонда iRead (КНР). Премия была присуждена популяризаторам детского чтения Марит Торнквист (Швеция) и Чжу Юнсиню (Китай).
- Участники и организаторы Конгресса IBBY - 2021
- Директор РГДБ Мария Веденяпина и Чрезвычайный и полномочный посол Малайзии в РФ Дато Бала Чандран Тарман на церемонии закрытия конгресса
- Ключевой спикер 37-го Конгресса IBBY Ньинаусси Элонг Седрик Кристиан (Камерун) и доктор филологических наук Ирина Арзамасцева
- 11 сентября 2021 года в Российской государственной детской библиотеке состоялась церемония вручения дипломов Почетного списка Международного совета по детской книге (IBBY).
- Участники и организаторы Конгресса IBBY - 2021 в Российской государственной детской библиотеке. Церемония закрытия конгресса.
- Участники 37-го Всемирного конгресса Международного совета по детской книге (IBBY). Писательница Нурсулу Шаймерденова (вторая справа), писатель Мемпо Джардинелли (второй слева)

Торжественная церемония закрытия 37-го Всемирного конгресса Международного совета по детской книге (IBBY) прошла в Российской государственной детской библиотеке. Директор РГДБ Мария Веденяпина передала символический сувенир послу Малайзии – именно там пройдёт следующий конгресс IBBY в 2022 году.